# Ciclo di Zamonia
Il Ciclo di Zamonia è una serie di romanzi dello scrittore tedesco Walter Moers ambientati tutti nell'omonima immaginaria terra.

## Romanzi
Appartengono al ciclo, ambientato nell'immaginaria terra di Zamonia, sei romanzi pubblicati tra il 1999 e il 2011:
1. Le 13 vite e mezzo del capitano Orso Blu (Die 13½ Leben des Käpt'n Blaubär[2], 1999)
2. Ensel e Krete. Una storia di Zamonia (Ensel und Krete. Ein Märchen aus Zamonien[3], 2000)
3. Rumo e i prodigi nell'oscurità (Die Stadt der Träumenden Bücher, 2003)
4. La città dei libri sognanti (Die Stadt der Träumenden Bücher, 2004)
5. L'accalappiastreghe (Der Schrecksenmeister, 2007)
6. Il labirinto dei libri sognanti (Das Labyrinth der Träumenden Bücher, 2011)
7. La principessa Insomnia e il rovello notturno color incubo (Prinzessin Insomnia & der alptraumfarbene Nachtmahr, 2017)
8. Weihnachten auf der Lindwurmfeste (2018)
9. Il Dragolibro (Der Bücherdrache, 2019)

## Opere derivate

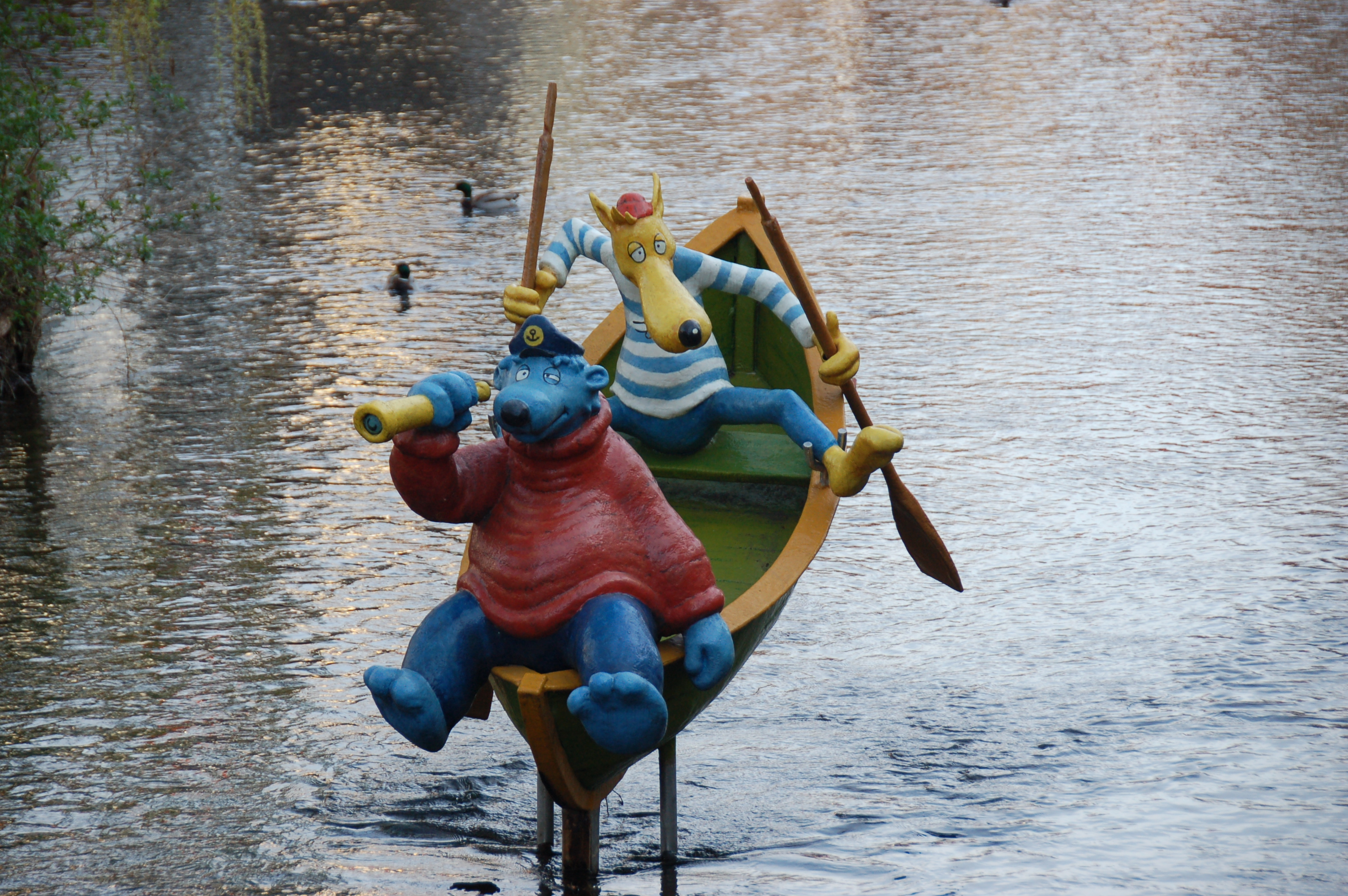
I pupazzi di Capitan Orso Blu e del topo Hein Blöd sul fiume Gera a Erfurt.

Il milieu narrativo del ciclo di Zamonia è stato utilizzato come ambientazione di altri media tra cui:
- Käpt'n Blaubär Geschichten, episodi televisivi in tecnica mista (pupazzi e cartoni animati) inseriti all'interno dello spettacolo televisivo tedesco per bambini Die Sendung mit der Maus con protagonista il capitano Orso Blu del romanzo Le 13 vite e mezzo del capitano Orso Blu.[4] La serie, andata in onda a partire dal maggio 2002, si compone di 30 episodi, ciascuno della durata di 15 minuti;[5]
- Käpt'n Blaubär – Der Film, film di animazione del 1999 diretto da Hayo Freitag;[6]
- nel 2007 il romanzo Die 13½ Leben des Käpt'n Blaubär fu trasposto in un musical con musiche di Martin Lingnau, testi di Heiko Wohlgemuth, per la regia di Zapo Schwalb.[7]

## Personaggi

### Capitano Orso Blu
Il Capitano Orso Blu (nome originale tedesco: Käpt'n Blaubär) è un personaggio creato nel 1988 dallo scrittore e sceneggiatore tedesco Walter Moers, noto in Germania soprattutto per le sue apparizioni nella trasmissione per bambini Die Sendung mit der Maus e internazionalmente come protagonista di un romanzo di narrativa per ragazzi, Le 13 vite e mezzo del capitano Orso Blu. Nella trasmissione il capitano è rappresentato come cartone animato (nei flashback) ma anche come marionetta e racconta le sue esperienze di marinaio ai tre nipotini. Le storie sono tipiche "storie da marinaio", non molto credibili... i tre nipotini sono infatti sempre scettici, ma spesso alla fine dell'episodio inaspettatamente succede qualcosa che sembrerebbe confermare la storia del capitano. Oltre alle sue apparizioni televisive il capitano è anche stato protagonista di un film e del già citato romanzo. Nel romanzo è un orso colorato il cui primo ricordo è un forte boato. Viene trovato dai Minipirati e poi viene abbandonato da questi ultimi sull'isola dei coboldi.

### Abdul Noctambulotti
Il Prof. Dott. Abdul Noctambulotti (Prof. Dr. Abdul Nachtigaller nella versione originale) è il più famoso scienziato del mondo immaginario di Zamonia. Il prof. Noctambulotti è un tenebrone, cioè un essere con più cervelli (può variare da tre a sette, il massimo che raggiunge solo Noctambulotti) e dall'intelligenza spropositata. Come tutti i tenebroni si trova meglio nella più completa oscurità: da anni cerca di renderla sempre più buia. È noto per avere scritto il famoso Dizionario enciclopedico dei portenti, degli organismi e dei fenomeni bisognosi di spiegazione di Zamonia e dintorni. Avendo sette cervelli può contagiare le persone d'intelligenza solo toccandole o parlando loro di questo o quel fenomeno. Ha aperto una scuola nelle montagne oscure dove raccoglie esseri di cui rimane un solo esemplare (megere montane, principi gelatinosi di altre dimensioni, dodo albini ecc.). Sentendo parlare di Zamonia potete stare certi di sentire parlare di lui perché come dice un suo collega tenebrone: "Noctambulotti si trova in tutte le storie interessanti".
Da lui prende nome il "nottilione", una quantità matematica, come il milione e il miliardo.